# Замок Мёдлинг
Замок Мёдлинг (нем. Burg Mödling) стоял на скалистых горах над долиной одноимённой реки. До наших дней сохранились лишь его руины.

## Расположение
Ныне месторасположение замка, примерно в километре от восточного края Венского Леса, относится к природному парку Фёренберге. Скалистая долина реки Мёдлинг, протекающей в сотне метров к северу, называется Клаузен (Klausen), теперь это район города Мёдлинг. К западу от неё находится район Фордербрюль (Vorderbrühl). Из замка и с окрестных наблюдательных постов отрывался вид на город Мёдлинг на востоке, на долину реки и на ближайшие горы на западе (Малый Аннингер, где сейчас находится Храм гусаров). Но в первую очередь, важен был вид на восток.

## История

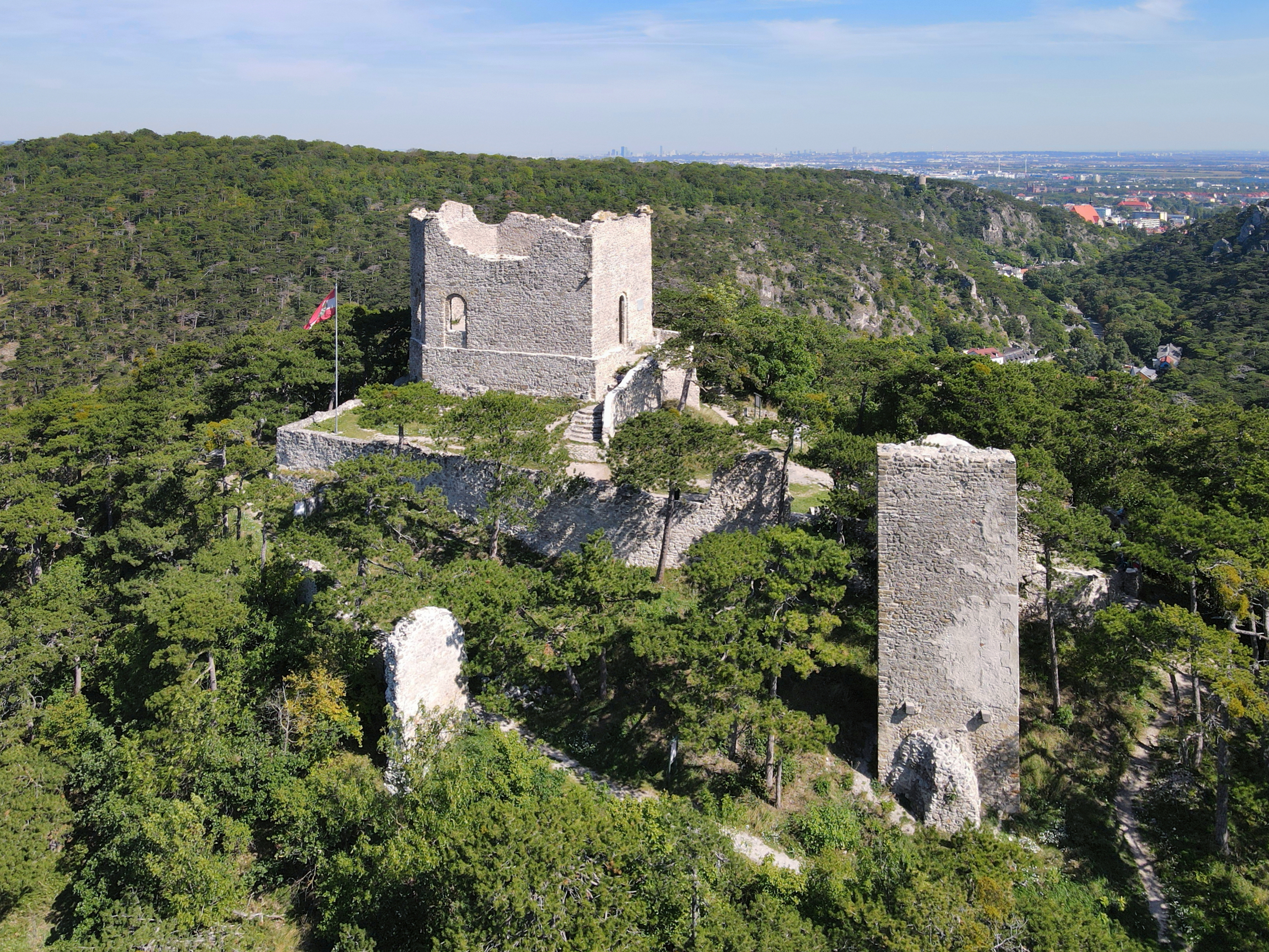
Вид с воздуха на замок Мёдлинг

Вообще, замок в Мёдлинге впервые упоминается в 1002 году, но это было другое сооружение, в районе сегодняшней церкви Святого Отмара. Замок же на горе у долины строился как минимум с 1148 года для Феодоры Комниной, жены Генриха II, как резиденция на случай овдовения. В 1177 году Генрих II умер, его первый сын Леопольд V стал новым герцогом Австрии, а второй — Генрих Старший — получил территорию, включающую Мёдлинг, и переехал в строящийся замок. Генрих Старший также именовал себя герцогом Мёдлинга, хотя Мёдлинг никогда не был герцогством. В XII веке, согласно сохранившимся сведениям и результатам реконструкции, замок Мёдлинг был одним из крупнейших в Австрии.
Самым известным гостем, по местному преданию, был Вальтер фон дер Фогельвейде в 1219 году, правда документальных доказательств этого нет. Косвенным свидетельством может служить упоминание Генриха Старшего в песне Вальтера «Drei-Fürsten-Preis», в которой тот благодарит за доброжелательный приём при дворе. Правда, и это относится ко двору Леопольда VI в Вене. Зато Нейдхарт фон Ройенталь в своей песне «Sumer, dîner süezen weter» точно упоминает своё пребывание в замке Мёдлинг, где он проживал после потери своего баварского лена около 1230 года и переезда в Австрию. Вообще, властители замка не были особенно вовлечены в войны, а больше интересовались искусством.
В более поздние времена, замок несколько раз переходил к венграм. Так, в 1477 и 1483 годах был завоёван королём Матьяшем I Корвином.
Замок несколько раз страдал от пожаров, в том числе в 1529 году во время Первой турецкой осады Вены. После восстановления, в 1556 очередной пожар был вызван ударом молнии, после чего замок превратился в руины. В 1608 году они были дополнительно разрушены венгерскими солдатами. В XVIII веке развалины были разобраны, а каменные блоки распроданы.
В 1808 году их остатки приобрёл фюрст Иоганн I фон Лихтенштейн и построил на этом месте замок-новодел в рамках создания ландшафтного парка замка Лихтенштайн. Но и эта постройка была вскоре разрушена во время революции в 1848 году, и владелец передал её городу Мёдлинг.
В 1965—1970 годах Музейное объединение Мёдлинга раскопало и укрепило остатки первоначального романского замка XII—XIII веков. Поскольку это место популярно у туристов, оно также подверглось реновации, а вокруг установлены таблички с поясняющими текстами.